# Liste der Baudenkmäler in Königstein (Oberpfalz)
Auf dieser Seite sind die Baudenkmäler in dem Oberpfälzer Markt Königstein zusammengestellt. Diese Tabelle ist eine Teilliste der Liste der Baudenkmäler in Bayern. Grundlage ist die Bayerische Denkmalliste, die auf Basis des Bayerischen Denkmalschutzgesetzes vom 1. Oktober 1973 erstmals erstellt wurde und seither durch das Bayerische Landesamt für Denkmalpflege geführt wird. Die folgenden Angaben ersetzen nicht die rechtsverbindliche Auskunft der Denkmalschutzbehörde.

## Baudenkmäler nach Ortsteilen

### Königstein
| Lage                              | Objekt                                                              | Beschreibung | Akten-Nr.     | Bild           |
| --------------------------------- | ------------------------------------------------------------------- | --- | ------------- | -------------- |
| Marktplatz ()                     | Kriegerdenkmal für die Gefallenen des Ersten und Zweiten Weltkriegs | bildstockartiger Aufbau mit Pfeiler und reliefierter Laterne, Stein, nach 1918                                                                                                   | D-3-71-135-34 |                |
| Marktplatz 4 (Standort)           | Gasthof zum Hirschen                                                | Traufseitbau, 19. Jahrhundert | D-3-71-135-3  | BW             |
| Marktplatz 5 (Standort)           | Mansarddachbau                                                      | Erste Hälfte 19. Jahrhundert | D-3-71-135-4  | BW             |
| Marktplatz 6 (Standort)           | Traufseitbau                                                        | 19. Jahrhundert | D-3-71-135-5  | BW             |
| Oberer Markt 20 (Standort)        | Ehemaliges Rotgerberhaus                                            | Im Kern 16. Jahrhundert, um 1720 aufgestockt, Walmdachbau mit Kreuzgewölben, um 1773 erweitert und mit einer Stuckdecke ausgestattet, weitere Umbauten im späten 19. Jahrhundert | D-3-71-135-6  | BW             |
| Oberer Markt 22 (Standort)        | Steinstadel                                                         | Zugehöriger Steinstadel, 19. Jahrhundert | D-3-71-135-7  | BW             |
| Pfarrweg 5 (Standort)             | Ackerbürgerhaus                                                     | Ende 18. Jahrhundert, Fachwerkgiebel | D-3-71-135-8  | BW             |
| Schloßgasse 1 (Standort)          | Ehemaliges evangelisches Mesner- und Schulhaus                      | zweigeschossiger Walmdachbau, 1788/89 (dendrochronologisch datiert), Umbau 1883                                                                                                  | D-3-71-135-36 | BW             |
| Schloßgasse 3 (Standort)          | Evangelische Kirche St. Georg                                       | Turm 15. Jahrhundert, Langhaus und Chor 1785 erneuert, 1786 geweiht; mit Ausstattung                                                                                             | D-3-71-135-1  | weitere Bilder |
| Schloßgasse 5, 7 (Standort)       | Ehemals zum Schloss gehöriges Wohnhaus mit Fachwerkgiebel           | Im Kern 18. Jahrhundert, Mitte 20. Jahrhundert erneuert; an den Felsen gebaut | D-3-71-135-9  | BW             |
| Schloßgasse 6 (Standort)          | Walmdachbau                                                         | Wohl erste Hälfte 19. Jahrhundert | D-3-71-135-10 | BW             |
| Schloßgasse 9 (Standort)          | Altes Rathaus                                                       | 18. Jahrhundert, Walmdachbau | D-3-71-135-11 | BW             |
| Schloßgasse 10, 12, 13 (Standort) | Ehemaliges Schloss                                                  | Zwei- und dreigeschossiger Gebäudekomplex, im Kern 16. Jahrhundert, gewölbter Torweg; westlich oberhalb der Kirche                                                               | D-3-71-135-12 | weitere Bilder |
| Suttengasse 4 (Standort)          | Ackerbürgerhaus                                                     | Auf Sandsteintafel bezeichnet „1716“, mit Fachwerkgiebel | D-3-71-135-13 | BW             |
| Unterer Markt 4 (Standort)        | Ackerbürgerhaus                                                     | Anfang 19. Jahrhundert, mit verputztem Fachwerkobergeschoss; Ökonomiegebäude, Anfang 19. Jahrhundert                                                                             | D-3-71-135-14 | BW             |
| Unterer Markt 6 (Standort)        | Ackerbürgerhaus                                                     | Anfang 19. Jahrhundert, mit Putzbänderung | D-3-71-135-15 | BW             |
| Unterer Markt 9 (Standort)        | Walmdachbau                                                         | Erste Hälfte 19. Jahrhundert | D-3-71-135-16 | BW             |

### Breitenstein
| Lage                                       | Objekt                                                  | Beschreibung | Akten-Nr.     | Bild           |
| ------------------------------------------ | ------------------------------------------------------- | --- | ------------- | -------------- |
| Breitenstein 2; In Breitenstein (Standort) | Torkapelle, Burgkapelle                                 | Ehemalige Burgkapelle Heilige Dreifaltigkeit und Heiliger Johannes von Nepomuk, ehemalige Torkapelle, zweigeschossiger Quaderbau mit Walmdach und apsidialem Schluss, Kern zweite Hälfte 12. Jahrhundert, Renovierung und Ausbau 1713, weitere Renovierung 1756, Steintreppe um 1870; mit Ausstattung | D-3-71-135-17 | weitere Bilder |
| In Breitenstein (Standort)                 | Evangelisch-lutherische Kapelle hl. Johannes der Täufer | Quaderbau mit Satteldach und Spitzbogenportal, wohl 1891 | D-3-71-135-18 | BW             |

### Fichtenhof
| Lage                    | Objekt       | Beschreibung                             | Akten-Nr.     | Bild |
| ----------------------- | ------------ | ---------------------------------------- | ------------- | ---- |
| Fichtenhof 1 (Standort) | Wohnstallbau | Mitte 19. Jahrhundert, mit Putzbänderung | D-3-71-135-19 | BW   |
| Fichtenhof 3 (Standort) | Wohnstallbau | Mitte 19. Jahrhundert, mit Putzbänderung | D-3-71-135-20 | BW   |

### Hannesreuth
| Lage                      | Objekt             | Beschreibung                                                                                       | Akten-Nr.     | Bild |
| ------------------------- | ------------------ | -------------------------------------------------------------------------------------------------- | ------------- | ---- |
| Hannesreuth 1 (Standort)  | Ehemaliger Gutshof | Mitte 18. Jahrhundert, Walmdachbau mit Wappen an der Fassade                                       | D-3-71-135-23 | BW   |
| Hannesreuth 13 (Standort) | Marienkapelle      | 18./19. Jahrhundert; mit Ausstattung                                                               | D-3-71-135-21 | BW   |
| Hannesreuth 13 (Standort) | Steinstadel        | 18. Jahrhundert, Satteldachbau nicht nachqualifiziert, im Bayerischen Denkmal-Atlas nicht kartiert | D-3-71-135-24 | BW   |
| in Hannesreuth (Standort) | Pumpbrunnen        | 18./19. Jahrhundert                                                                                | D-3-71-135-22 | BW   |
| In Hannesreuth (Standort) | Wohnstallbau       | Wohnstallbau mit Satteldach, bezeichnet mit „1817“                                                 | D-3-71-135-25 | BW   |

### Kürmreuth
| Lage                                           | Objekt                                              | Beschreibung | Akten-Nr.     | Bild |
| ---------------------------------------------- | --------------------------------------------------- | --- | ------------- | ---- |
| Am Schloß 1 (Standort)                         | Ehemaliges Katholisches Schulhaus                   | Walmdachbau mit neubarockem Portal, um 1900 | D-3-71-135-29 | BW   |
| Am Schloß 3 (Standort)                         | Ehemaliges Evangelisch-lutherisches Schulhaus       | Erdgeschossig, bezeichnet „1893“ | D-3-71-135-32 | BW   |
| Am Schloß 4; Am Schloß 1 (Standort)            | Simultankirche St. Laurentius                       | Chorturmkirche, verputzter Massivbau mit Walmdach, Turm mit einseitig abgewalmtem Satteldach und südlichem Vorzeichen, südlicher Sakristeianbau gotisch, mit eingezogenem, quadratischem, spätgotischem Chor, das Langhaus bezeichnet mit "1786"; mit Ausstattung; Friedhofsmauer mit Schießscharten, Rest der ehemaligen Befestigung, 15./16. Jahrhundert | D-3-71-135-26 | BW   |
| Dorfplatz 4 (Standort)                         | Ehemaliges Evangelisch-lutherisches Schullehrerhaus | Walmdachbau, zweite Hälfte 19. Jahrhundert | D-3-71-135-28 | BW   |
| an der Straße nach Hannesreuth (Standort)      | Bildstock                                           | 19./20. Jahrhundert | D-3-71-135-31 | BW   |
| Paint; an der Straße nach Wegscheid (Standort) | Zwei Bildstöcke                                     | 19./20. Jahrhundert | D-3-71-135-30 | BW   |

## Ehemalige Baudenkmäler
In diesem Abschnitt sind Objekte aufgeführt, die früher einmal in der Denkmalliste eingetragen waren, jetzt aber nicht mehr. Objekte, die in anderem Zusammenhang also z. B. als Teil eines Baudenkmals weiter eingetragen sind, sollen hier nicht aufgeführt werden. Aktennummern in diesem Abschnitt sind ehemalige, jetzt nicht mehr gültige Aktennummern.

| Lage                                          | Objekt                       | Beschreibung                 | Akten-Nr.     | Bild |
| --------------------------------------------- | ---------------------------- | ---------------------------- | ------------- | ---- |
| Kürmreuth Am Schloß 4; Am Schloß 7 (Standort) | Katholische Friedhofskapelle | Erste Hälfte 20. Jahrhundert | D-3-71-135-27 | BW   |